# Il re del terrore
Il re del terrore è il primo albo della serie a fumetti Diabolik pubblicato nel novembre del 1962 in formato tascabile dalla casa editrice Astorina fondata da Angela Giussani, la stessa autrice dei testi e della sceneggiatura. Ci furono varie edizioni e ristampe di questo albo e le prime edizioni sono molto ricercate dai collezionisti e raggiungono quotazioni importanti per un albo a fumetti.

## Storia editoriale
La prima edizione venne stampata nel novembre 1962 e ha un formato brossurato più piccolo di circa mezzo cm rispetto a quello che sarà il formato standard dell'intera serie. La copertina riporta il prezzo "LIRE 150" in un bollo tondo e il dorso è blu con numero bianco in bollino rosso. La copertina venne realizzata dal grafico Brenno Fiumali mentre la testata, ideata da Remo Berselli,  riporta la scritta Diabolik rossa realizzata in modo da sembrare fatta da colpi di pugnale. Sotto vi è un primo piano degli occhi di Diabolik che guardano il lettore da dietro una maschera nera e più sotto c'è una donna urlante. La storia inizia subito senza pagine intermedie e la seconda e la terza di copertina sono bianche. La numerazione delle pagine è assente ma sono numerate le tavole disegnate. I disegni della storia vennero realizzati da Angelo Zarcone, artista poi scomparso nel nulla, che all'epoca lavorava anche per la casa editrice di Gino Sansoni, marito della Giussani.
Nel 1963 venne pubblicata una ristampa fuori collana non datata che si differenzia dalla precedente perché il prezzo compare all'interno di un bollo rettangolare e il dorso è verde con numero nero in bollino giallo e prima della storia viene apposta una pagina introduttiva. A differenza della prima edizione è presente la pagina introduttiva, motivo per cui la foliazione risulta invertita (le tavole di destra hanno numeri pari e quelle di sinistra dispari). La copertina è uguale alla ristampa successiva del 1964, mentre il retro presenta nell'estremità sinistra una striscia verticale bianca di circa 5 mm accanto allo sfondo rosso. A causa del limitato numero di copie pubblicate è da considerarsi uno dei numeri più rari dell'intera collezione anche se il suo valore è inferiore all'edizione originale in quanto meno ricercato.
Nel 1964 a seguito del crescente successo si decise di farlo ridisegnare in maniera più accurata da Luigi Marchesi che diede la fisionomia definitiva al personaggio ridisegnando completamente il primo volume. Questa seconda edizione, pur mantenendo la stessa copertina della prima ristampa, si differenzia anche per l'indicazione all'interno che è una ristampa datata 01/08/64. Esistono due versioni di questa edizione: la prima con una barzelletta che presentano il cartoncino di 2ª e 4ª di copertina di colore grigio scuro anziché bianco e una versione con la pubblicità che è stata ristampata più volte motivo per cui esistono albi con tonalità di colori differenti in copertina.
Il successo crescente rese necessarie altre ristampe: dall'agosto 1964 al gennaio 1965 vennero ristampati i primi 17 numeri che si differenziano dagli originali per la dicitura ristampa. Nello stesso periodo venne pubblicata una seconda ristampa dei soli primi 13 numeri che si differenzia dalla precedente per la ristampa delle edizioni ridisegnate dei primi due numeri.
Le ristampe proseguiranno ininterrotte ancora nel 1973, nel 1978, nel 1992, nel 1994, nel 1999, nel 2000 e nel 2004 e tutte le versioni sono facilmente riconoscibili grazie a evidenti differenze nelle copertine, nei colori e nella qualità della carta.
In particolare nel 1973 l'Astorina ristampa le prime storie all'interno della stessa serie inedita. Il numero 1 venne ristampato nel marzo 1973 nella versione del 1964 come numero 6 dell'anno XII della serie. In copertina compariva la dicitura "Eccezionale! La ristampa del n. 1" e gli occhi del protagonista furono ridisegnati da Sergio Zaniboni.
Nuova ristampa si ebbe nel luglio del 1978 quando esordì in edicola la collana Diabolik R che ristampava cronologicamente tutti i numeri della serie originale. A differenza dell’edizione originale la copertina presenta il dorso di colore bianco e la numerazione è progressiva e non divisa per anno. Sulla ristampa Diabolik R è stata pubblicata la versione di Marchesi del 1964 mentre sulla ristampa Swiss la versione di Zarcone del 1962.
Nel 1992, in occasione del trentennale della nascita di Diabolik, la Astorina pubblicò una ristampa anastatica in due versioni limitate: la prima di cento albi numerati e la seconda duecento ma non numerati.
Nel 1994 è stata realizzata una ristampa anastatica del volume uscito in allegato omaggio al nº4 della serie inedita con i disegni di Zarcone.
Nel 2006 il Diabolik Club stampò questo numero con lo stesso stile degli altri albi della serie e con i disegni di Marchesi.
Nel 2001 venne realizzato un remake scritto da Alfredo Castelli e disegnato da Giuseppe Palumbo e pubblicato poi su Il grande Diabolik.
Nel 2022 in occasione dei 60 anni di Diabolik viene presentato un ulteriore remake con la sceneggiatura di Angelo Palmas e i disegni di Enzo Facciolo realizzato nel 2014 e pubblicato su un volume speciale con allegato anche un albo in formato pocket in cui le 126 pagine del remake sono presentante “nude”, senza i balloon che avrebbero parzialmente nascosto i disegni a matita.

## Formato
Con il primo numero di Diabolik esordì nelle edicole il formato tascabile nato da un'idea di Angela Giussani la quale osservando i pendolari della Stazione di Milano Cadorna pensò di realizzare un fumetto con un formato tale da poter essere facilmente letto e poi comodamente riposto in tasca. All'epoca sul mercato italiano non esisteva una pubblicazione a fumetti con un formato e un tempo di lettura adatto a chi compie un breve viaggio in treno. Il formato del primo numero era comunque leggermente più piccolo di quello che passerà alla storia come il formato tascabile in quanto misurava infatti 11,5 × 16,6 cm. Il formato dei numeri successivi fu leggermente più grande (12 × 17 cm) e diverrà lo standard di altre pubblicazioni del genere nero italiano. In ogni pagina compaiono solo due o tre vignette abbastanza grandi per ospitare campi lunghi necessari per un fumetto d'azione ma utilizzabili anche per dialoghi ricchi e articolati.

## Trama
Nel castello della marchesa Eleonora de Semily si festeggia il nipote Gustavo Garian, appena divenuto maggiorenne; durante il ricevimento il discorso cade su Diabolik, misterioso criminale da poco comparso sulla scena. Questi discorsi turbano Gustavo, la cui madre Clelia è ricoverata in un manicomio poiché dice che suo marito Stefano sia in realtà un impostore, che lo ha ucciso per poi ne assumerne l'identità; in realtà Stefano sta per tornare dall'India, dove lavora come antiquario, per consentire a Gustavo di acquisire la sua eredità. Il giorno seguente, dopo l'arrivo di Stefano, la marchesa viene trovata uccisa a pugnalate.
Sulla base di alcuni indizi, Stefano induce Gustavo a credere che sia stato lui a uccidere Eleonora durante una crisi di sonnambulismo; convince così il figlio a scappare con lui a Marsiglia, dove attenderanno di intascare l'eredità. Stefano fa poi rinvenire il cadavere sfigurato di un giardiniere, facendolo passare per quello di Gustavo, assieme a una lettera di suicidio in cui il giovane confessa l'assassinio della zia; l'ispettore Ginko, chiamato a indagare, sospetta però che dietro questa faccenda ci sia proprio Diabolik, contro il quale egli stesso combatte da anni.
Stefano Garian, in effetti, è Diabolik, che ne ha assunto l'identità per rubare l'eredità di Gustavo; il criminale si reca quindi al manicomio dov'è ricoverata Clelia per impedire che ella, ritemprata dalle cure ricevute, rilasci una dichiarazione che lo smaschererebbe. Si presenta dunque camuffato da psichiatra, ma quando la donna vede i suoi inconfondibili occhi color del ghiaccio inizia a gridare contro di lui, venendo ritenuta nuovamente pazza. Per riuscire nell'intento, Diabolik seduce inoltre Elisabeth Gay, infermiera dell'istituto, che diventerà sua compagna.
Ginko arriva a individuare un rifugio di Diabolik: vedendo le sue maschere, scopre come il criminale riesca ad assumere le identità delle sue vittime, e intuisce che Clelia Garian abbia detto il vero, e che Stefano sia in realtà il criminale. Corre quindi ad arrestarlo, ma non può impedire che egli si impossessi dell'eredità di Gustavo; dopo un forsennato inseguimento, Diabolik gli sfugge nascondendosi in uno spaventapasseri e resistendo a un colpo di pistola sparatogli dall'ispettore.
Il giorno dopo Gustavo si reca per andare a riprendere sua madre, che viene riabilitata; in stazione intravede Diabolik che, con la fittizia identità di Walter Dorian, sta portando Elisabeth a vivere con sé..

## Collezionismo
Le prime edizioni del numero uno di Diabolik sono molto ricercate dai collezionisti e raggiungono quotazioni importanti per un albo a fumetti. La versione più ricercata è quella del 1964 ridisegnata da Luigi Marchesi. Anche la ristampa fuori collana del 1963 a causa del limitato numero di copie pubblicate è da considerarsi uno dei numeri più rari dell'intera collezione anche se di valore inferiore all'edizione originale in quanto meno ricercato.

## Controversie
Nel primo numero di Diabolik esordisce un personaggio innovativo nel panorama fumettistico italiano che oltre a essere negativo è anche vincente e dotato di un cinismo e una assenza di scrupoli che ne fecero subito un caso editoriale ma non solo, in quanto nei primi anni di pubblicazione le autrici vennero più volte citate per «incitamento alla corruzione», andando comunque sempre assolte.

## Curiosità
- Lo scenario della vicenda non è ancora Clerville: molte scene sono ambientate a Marsiglia e a Mart, una località immaginaria. Nei luoghi si possono riconoscere varie città: tra di esse Milano, di cui è rappresentata la stazione centrale. Nel remake del 2002 Marsiglia non viene mai nominata, mentre la banca in cui è custodita l'eredità di Stefano Garian è quella di Ghenf.[senza fonte]
- Per il nome del protagonista, sembra che Angela si sia ispirata a un fatto di cronaca nera avvenuto a Torino nel 1958, quando venne trovato il cadavere di un operaio della Fiat. Pochi giorni dopo il quotidiano La Stampa pubblicò una lettera - a cui ne sarebbero seguite altre otto - che rivendicava l'omicidio. Era firmata "Diabolich". Il misterioso mittente ispirò il giornalista romano Italo Fasan, che usò il nome (ma senza l'"h" finale) per il protagonista del romanzo Uccidevano di notte firmato con uno pseudonimo (Bill Skyline) e pubblicato dall'editore Boselli. Gino Sansoni propose di latinizzarlo in "Diabolicus", ma Angela preferì aggiungere solo una "k".[senza fonte]
- Per i disegni, la scelta cadde su un artista misterioso di cui si conosce solo il cognome, Zarcone, e un soprannome, "Il Tedesco", dovuto ai capelli chiari. Questi incassò un congruo anticipo sul compenso promessogli, ma consegnò solo una parte delle tavole. Furono Gino Sansoni e il suo collaboratore Pier Carpi a cercarlo per farsi consegnare il resto del lavoro. Il secondo numero venne affidato a una calligrafa amica di Angela, la signora Giacobini, che firmò le tavole come "Kalissa". Dal n.3 il celeberrimo "l'arresto di diabolik" il disegno passò nelle mani di Luigi Marchesi che di li a poco avrebbe ridisegnato completamente anche il numero uno, il re del terrore, dandogli una identità grafica che poi sarebbe stata seguita dai suoi successori, successivamente fu la volta di Enzo Facciolo, che si può considerare il padre artistico dell'immagine di diabolik. Di Zarcone non si seppe più nulla: solo in anni recenti Pier Carpi ne fornì un vago identikit.[senza fonte]
- all'inizio degli anni '80 avviene il primo tentativo di proporre sul mercato un falso che risulta grossolanamente difforme dall'originale essendo realizzato sulle misure del Diabolik in corso in quel periodo e non sulle misure originarie che sono leggermente più piccole.[6]
- Angelo Zarcone, il disegnatore autore della prima versione, scompare nel nulla interrompendo la sua collaborazione con l'editore dopo la pubblicazione del primo numero di Diabolik. Presso la redazione dell'Astorina si ricordano che all'epoca aveva circa trent'anni e che si presentava accompagnato da un bambino biondo avuto da una relazione con una donna tedesca ragione per cui era noto come il Tedesco ma nessuno si ricorda il vero nome oltre al fatto che viveva in una pensione e che consegnava in ritardo le tavole disegnate. A tal proposito Brenno Fiumali e altri che lavoravano all'Astorina ricordano che Gino Sansoni e Pier Carpi gli facevano addirittura la posta sotto la pensione per sollecitare la consegna dei lavori. Dopo l'esperienza con l'Astorina di lui si persero le tracce. Nel 1992 nel volume della collana Grandi Eroi dedicato a Diabolik il tedesco viene identificato come Angelo Zarcone[21][22].
- Per capire i gusti dei suoi potenziali clienti, Angela Giussani fece un'indagine di mercato da cui scaturì che il genere più letto era il giallo[4].

## Incongruenze
Nella sceneggiatura de Il Re del Terrore vi è un buco nella trama piuttosto evidente: a circa metà della storia viene ritrovato un cadavere sfigurato che il commissario Polé attribuisce a Gustavo Garian, ritenuto colpevole dell'omicidio della Marchesa de Semily. Questo si rivelerà un trucco usato da Diabolik per sviare le indagini dal ragazzo. In realtà questa scelta non ha molto senso, poiché Diabolik avrà bisogno della firma di Gustavo per impadronirsi del patrimonio dei Garian. E ovviamente per essa sarebbe necessario che il ragazzo sia ritenuto vivo. Nel remake del 2002 la scena del cadavere verrà modificata in modo da non creare problemi: ad essere ritrovato sarà il corpo di un giardiniere della Marchesa, assieme ad una lettera di confessione circa l'omicidio.

## Le due versioni
Il numero 1 ha avuto varie ristampe nel corso degli anni, ma solo una si differenzia in modo significativo dalle altre, ed è la "ristampa" del 1964, in quanto viene completamente ridisegnata da Luigi Marchesi, e in pratica è una nuova versione inedita dell'albo, che viene ad aggiungersi alla versione originaria di Zarcone del 1962: pare che questa necessità sia dovuta al fatto che le sorelle Giussani non fossero per niente soddisfatte dei disegni di Zarcone e che quindi sentirono il bisogno di togliere questa "macchia" editoriale, e dare quindi un disegno più professionale alla loro creatura, che proprio negli anni 63-64 cominciava a riscuotere un clamoroso successo. A conferma di ciò possiamo ricordare che le prime ristampe ufficiali dell'Astorina riguardanti il numero uno riproponevano la versione di Marchesi e non quella di Zarcone, quasi a voler sottolineare che il "vero" numero uno era il Marchesi e che l'originario Zarcone fu solo una prova editoriale, mal riuscita e da rimuovere in fretta dalla memoria dei lettori. Per cui, caso più unico che raro, si può affermare che i numeri uno del re del terrore siano praticamente due, uno versione Zarcone del 1962 e uno versione Marchesi del 1964.

## Sequel
Nel 2000, nel Grande Diabolik nº4 (Diabolik e Ginko: Tempesta di ricordi) vengono rivelati alcuni retroscena circa il furto dell'eredità dei Garian: per la prima volta si fa cenno al fatto che essa non sia una favolosa somma di denaro, ma una collezione di sette pugnali orientali su cui Diabolik aveva messo gli occhi. Stefano Garian li aveva fatti esporre in un museo e Diabolik era riuscito a recuperarli una prima volta ma era stato poi catturato da Ginko; in seguito era riuscito a scappare semplicemente togliendosi la maschera che indossava e usando il suo vero volto (Ginko ancora non conosceva le sue maschere).
Nel 2005, nel 700º episodio di Diabolik (Settecento gocce di sangue), si vede cosa succede dopo la fine del numero uno. Diabolik che era riuscito a non essere trovato camuffandosi da spaventapasseri, ferito dalla pallottola di Ginko utilizza uno dei sette pugnali per curarsi e viene rivelato che ne esiste un ottavo.
Nel 2012 nel nº28 della serie Grande Diabolik si vede un'ulteriore scena-sequel de Il Re del Terrore: la morte di Clelia Garian, ormai completamente impazzita e minata nella salute.